# ریم-سین دوم
ریم-سین دوم از سال ۱۶۷۸ پیش از میلاد تا ۱۶۷۴ پیش از میلاد (طبق گاهشناسی کوتاه) بر شهر باستانی لارسا در خاور نزدیک باستان، حکم می‌راند. همزمان با دوران حکومت ریم-سین دوم، سامسو-ایلونا بر بابل حکومت می‌کرد.